# Jordi Vila i Soler
Jordi Vila i Soler (Santpedor, 19 de maig de 1929 - Ciutadella de Menorca, 20 de gener de 2011) va ser un futbolista català. Va jugar 4 temporades com a davanter centre, entre 1950 i 1954, al primer equip FC Barcelona, una d'elles com a titular habitual. Formà part de l'equip titular del "Barça de les Cinc Copes" de la temporada 1951-52. Malgrat això, Joan Manuel Serrat no el mencionà en la seva famosa cançó "Temps era temps" on es citen els davanters Basora, César, Kubala, Moreno i Manchón. En realitat Moreno va ser suplent en aquella brillant temporada.
Va jugar com a davanter centre i com interior en punta. Va ser el primer jugador, i fins ara únic, capaç de fer almenys un gol en cada un dels partits de la Copa del Rei, llavors anomenada Copa del Generalísimo, fet que succeí el 25 de maig de 1952 després de jugar els 7 partits com a titular marcant en tots els partits, inclosa la final a Madrid davant del València CF.

## Trajectòria
Jordi Vila va començar jugant al Santpedor, i posteriorment firmà el seu primer contracte professional amb el CE Manresa, on la seva capacitat golejadora no va passar inadvertida, fet que li va permetre fitxar pel CF Badalona, que jugava a segona divisió. En aquest club va coincidir amb exjugadors barcelonistes com Egea i Valle, que van avalar el seu posterior fitxatge pel FC Barcelona.
Jordi Vila arribà al Barça, amb un contracte per 4 anys, el mateix any que Ladislao Kubala. El Barça tenia un gran equip integrat majoritàriament per catalans, exceptuant César, de Lleó, i Kubala, d'Hongria. Vila va jugar esporàdicament en la primera temporada 1950-51. El 25 de novembre de 1951 Vila va jugar amb el Barça a Santander, i l'equip guanyà al Racing de Santander 0-3, amb gol inicial de Vila, que ho celebrà estirat a terra immòbil. Arran d'aquest partit va esdevenir titular. Aquella temporada l'equip guanyà els cinc títols en joc (Lliga, Copa, Copa Eva Duarte, Copa Llatina i Trofeu Martini & Rossi). En aquesta temporada Vila jugà un total de 25 partits marcant 19 gols. El 24 de juliol de 1952 va ser operat del menisc pels doctors Josep Moragas i Josep Mestre, i perdé la titularitat.
Després del Barça va militar 3 temporades amb el València CF, de 1954 a 1957, debutant el 3 d'abril de 1955 davant el Celta de Vigo. En les tres temporades jugà un total de 29 partits (15 a la lliga), marcant 18 gols (6 a la lliga), amb una dura competència per la titularitat amb l'neerlandès Faas Wilkes i el castellonenc Manolo Badenes.
Posteriorment jugà 3 temporades al Real Betis Balompié, de 1957 a 1960, les dues últimes ja a primera divisió. Finalitzà la seva carrera futbolística jugant les temporades 1960-61 i 1961-62 al Córdoba Club de Fútbol, amb el qual va aconseguir l'ascens a primera divisió en la segona temporada. L'any 1962 es retirà i es va establir a Sevilla com a representant comercial d'uns productes metàl·lics per a la construcció, dels que fou accionista i on invertí la major part dels diners guanyats com a futbolista.
En una ocasió va ser seleccionat per l'equip B de la selecció espanyola, per jugar a Paris contra França, però a última hora quedà exclòs per malaltia.
L'octubre de 2010 va rebre un homenatge al Camp Nou com a integrant del "Barça de les Cinc Copes". Des de 1983 va viure a Ciutadella de Menorca. Va morir a l'hospital de Maó la matinada del 20 de gener de 2011 a l'edat de 81 anys. Les seves restes van ser incinerades al cementiri de Ciutadella i la missa funeral es realitzà a la parròquia de Sant Antoni Maria Claret de Ciutadella.

## Clubs
- FC Barcelona: 1950-54
- València CF: 1954-57
- Real Betis Balompié: 1957-60
- Córdoba Club de Fútbol: 1960-62

## Palmarès
- 2 Lliga espanyola de futbol: 1951-1952, 1952-1953
- 3 Copa del Generalíssim: 1951, 1952, 1953
- 2 Copes Eva Duarte: 1952, 1953
- 1 Copa Llatina: 1952